# Passó
Passó oder Paçô ist eine ehemalige Gemeinde im Norden Portugals.
Passó gehört zum Kreis Vila Verde im Distrikt Braga, besitzt eine Fläche von 2,8 km² und hat 208 Einwohner (Stand 30. Juni 2011).
Am 29. September 2013 wurden die Gemeinden São Martinho de Valbom, Valbom (São Pedro) und Passó zur neuen Gemeinde União das Freguesias de Valbom (São Pedro), Passô e Valbom (São Martinho) zusammengeschlossen.